# Station St Annes-on-the-Sea
St Annes-on-the-Sea is een spoorwegstation van National Rail in Fylde in Engeland. Het station is eigendom van Network Rail en wordt beheerd door Northern Rail.